# Vikki Carr
Vikki Carr, nome d'arte di Florencia Vicenta de Casillas Martinez Cardona (El Paso, 19 luglio 1941), è una cantante statunitense, di origine messicana, in voga dagli anni sessanta. È stata premiata tre volte con il Grammy Award ed è conosciuta anche per il suo impegno in campo umanitario.
Il suo repertorio si basa su una varietà di generi musicali, inclusi le musiche da cabaret, il latin pop, il jazz, il pop (Unforgettable, Alfie) ed il country and western (If I Had a Hammer, di Pete Seeger), anche se il suo maggiore successo lo ha registrato in virtù di brani cantati in lingua spagnola (album discografico Cosas del amor, 1991, e la ranchera Si nos dejan di José Alfredo Jiménez).
Ha cantato l'inno nazionale The Star-Spangled Banner al Super Bowl XI (Pasadena, 1977) e nota è una sua cover dello standard Cuando calienta el sol degli Los Hermanos Rigual.
Nel 2008 le è stato assegnato il Latin Grammy Lifetime Achievement Award.

## Biografia
Carr è stata interprete di brani di Vinícius de Moraes e di Randy Newman (I'll Be Home), e figura fra le celebrità della Hollywood Walk of Fame nonché fra gli artisti che si sono esibiti nella trasmissione televisiva britannica Top of the Pops (1965).
Ha avuto anche qualche esperienza nel cinema, sempre però in veste di cantante, ed è stata ospite in diversi programmi televisivi.
Cresciuta nella San Gabriel Valley, in California, maggiore di sette fratelli, nel 1962, dopo aver assunto il nome d'arte di Vikki Carr, firmò un contratto con la casa discografica Liberty Records. Il suo primo disco singolo di successo fu He's a Rebel, che raggiunse nell'anno del suo esordio il quinto posto nelle classifiche di vendita in Australia e il quindicesimo negli Stati Uniti. Il produttore Phil Spector ascoltò Carr mentre registrava in studio questa canzone; la apprezzò talmente da farne incidere una cover al complesso The Crystals che ne fece un hit da primo posto negli USA.
Nel 1966, Carr si recò in tournée in Vietnam con l'attore Danny Kaye. L'anno seguente il suo album It Must Be Him andò in nomination per tre Grammy Awards. La canzone che dava il titolo al disco - It Must Be Him, versione in lingua inglese del brano di Gilbert Becaud Seul sur son etoile - raggiunse la terza posizione nella Billboard Hot 100 nell'anno 1967.
Ha avuto due altre canzoni nella classifica dei brani Top 40 in USA: nel 1968 The Lesson e nel 1969 With Pen in Hand. Fu in questo periodo che l'attore e cantante Dean Martin la definì la migliore cantante di quel determinato periodo: Carr aveva nelle pop charts dieci singoli e tredici album. Nel 1968 aveva registrato sei speciali televisivi per la London Weekend Television, comparendo contestualmente in diversi programmi della ABC (dopo la partecipazione al The Bing Crosby Show nella stagione 1964-1965).
Nel 1970 è stata scelta come "Donna dell'anno" dal Los Angeles Times.
Star della Hollywood Walk of Fame nel 1981, Carr ha un originale primato, ovvero quello di aver cantato in carriera per cinque presidente USA: Richard Nixon, Gerald Ford, Ronald Reagan, George Bush e Bill Clinton.
Ford ha scritto nella sua autobiografia, A Time to Heal, che quando Carr si recò in visita alla Casa Bianca, chiese candidamente al presidente quale fosse il suo piatto messicano preferito e che l'altrettanto candida risposta del presidente - con un certo imbarazzo della first lady Betty - non poté che essere: Lei.

## Una "star" bilingue
Negli anni ottanta e novanta Carr ha avuto un momento di grande successo mondiale interpretando brani di musica latina, tanto da vincere ripetutamente Grammy Award; nel 1985 nella sezione Best Mexican-American Recording per l'album Simplemente mujer; nel 1992 per i Latin Pop Album con il disco Cosas del amor; e nel 1995 ancora per Best Mexican-American Recording con Recuerdo a Javier Solis. Ha anche ricevuto altre due nomination ai Grammy per i dischi Brindo a la vida, al bolero, a ti (1993) e Emociones (1996).
Fra i suoi hit in lingua spagnola figurano Total, Discúlpame, Déjame, Hay otro en tu lugar, Esos Hombres, Mala Suerte e Cosas del amor. I suoi album in lingua spagnola hanno ricevuto il disco d'oro e il disco di platino in Messico, Cile, Porto Rico, Venezuela, Costa Rica, Colombia ed Ecuador.
Nel 1999 Carr ha registrato uno special tv per la PBS - Vikki Carr: Memories, Memorias - in cui interpreta popolari motivi bilingui degli anni quaranta e cinquanta. Sue guest star nell'occasione erano Pepe Aguilar, Arturo Sandoval e Jack Jones. Nel 2001 ha registrato un album bilingue, The Vikki Carr Christmas Album. Nel 2002, ha preso parte ad un musical andato in scena a Los Angeles, composto da Stephen Sondheim, Follies, che comprendeva nel cast Hal Linden, Patty Duke ed Harry Groener. Nel 2006, è intervenuta con un cameo in un video thriller intitolato Puerto Vallarta Squeeze.
Nel 2008 è stata ospite ancora di uno special televisivo della PBS, Fiesta mexicana, incentrato sulla musica e la danza del Messico. Sempre nel 2008, in occasione della consegna del Lifetime Achievement Award da parte della Latin Recording Academy, ha partecipato ad uno spettacolo del Latin Grammy telecast in cui ha presentato il brano Cosas del amor con Olga Tañón e Jenni Rivera.
Un omaggio alla musica leggera italiana è venuto da una sua cover di un brano di Mina: Grande grande grande.

## Attività umanitaria
Vikki Carr gode nello showbiz di considerazione sia per le sue qualità artistiche sia per il suo impegno umanitario a vantaggio dei più deboli, specialmente riguardo all'infanzia. Dedica molto del suo impegno in attività caritative concernenti, nella fattispecie, la United Way of America, l'American Lung Association, la Muscular Dystrophy Association e lo St. Jude Children's Research Hospital.
Per ventidue anni ha tenuto concerti di beneficenza a favore della Holy Cross High School di San Antonio, Texas. Nel 1971 ha istituito la Vikki Carr Scholarship Foundation, dedicata al sostegno scolastico degli studenti ispanici della California e del Texas.

## Discografia

### Album
- Color Her Great! (1963)
- Discovery! (1964) (U.S. #114)
- Discovery Vol. II (1964)
- Anatomy of Love (1965)
- The Way of Today (1966) (UK #31)
- Intimate Excitement (1967)
- It Must Be Him (1967) (U.S. #12; UK #12)
- Great Performances (1967) (solo in UK)
- Vikki! (1968)  (U.S. #63)
- Don't Break My Pretty Balloon (1968)
- For Once in My Life (1969) (U.S. #29)
- Nashville by Car (1970) (U.S. #111)
- The Ways to Love a Man (1971)
- Que sea el (1971)
- Love Story (1971) (U.S. #60)
- Superstar (1971) (U.S. #118)
- The First Time Ever (I Saw Your Face) (1972) (U.S. #146)
- En Español (1972) (U.S. #106)
- Ms. America (1973) (U.S. #142)
- Live at the Greek Theatre (1973) (U.S. #172)
- One Hell of a Woman (1974) (U.S. #155)
- Hoy (1975) (U.S. #203)
- Y el amor (1980)
- El retrato del amor (1981)
- Vikki Carr (1982)
- A todos (1984)
- Simplemente mujer (1985) (U.S. Latin Pop #15; U.S. Regional Mexican #3)
- Promesas (1986)
- Esta noche vendrás (1986)
- OK Mr. Tango (con Mariano Mores) (1986)
- Me enloqueces (1987)
- Dos corazones (con Vicente Fernandez) (1987) (U.S. Regional Mexican #2)
- Esos hombres (1988) (U.S. Latin Pop #4)
- Set Me Free (1990)
- Cosas del amor (1991) (U.S. Latin Pop #1)
- Brindo a la vida, al bolero, a ti (1993)
- Recuerdo a Javier Solís (1994) (U.S. Latin Pop #10)
- Emociones (1996)
- Vikki Carr con el Mariachi Vargas de Tecalitlán (1998)
- Memories, memorias (1999)
- The Vikki Carr Christmas Album (2001)

### Singoli
| Year | Song                                        | U.S. Hot 100 | US Adult Contemporary Chart | UK singles | AU singles | US Latin Chart | Messico | Disco                               |
| ---- | ------------------------------------------- | ------------ | --------------------------- | ---------- | ---------- | -------------- | ------- | ----------------------------------- |
| 1962 | "I'll Walk the Rest of the Way"             | -            | -                           | -          | -          | -              | -       | singolo                             |
| 1962 | "He's a Rebel"                              | 115          | -                           | -          | 5          | -              | -       | singolo                             |
| 1963 | "The Rose and Butterfly"                    | -            | -                           | -          | -          | -              | -       | singolo                             |
| 1963 | "San Francisco"                             | -            | -                           | -          | -          | -              | -       | Color Her Great                     |
| 1963 | "Poor Butterfly / Stay"                     | -            | -                           | -          | -          | -              | -       | Discovery                           |
| 1964 | "Forget You"                                | -            | -                           | -          | -          | -              | -       | singolo                             |
| 1965 | "The Color of Love"                         | -            | -                           | -          | -          | -              | -       | singolo                             |
| 1965 | "Busca ese camino"                          | -            | -                           | -          | -          | -              | -       | singolo                             |
| 1965 | "Unforgettable"                             | -            | -                           | -          | -          | -              | -       | singolo                             |
| 1965 | "Tell Her of Our Love"                      | -            | -                           | -          | -          | -              | -       | singolo                             |
| 1965 | "None But the Lonely Heart"                 | -            | -                           | -          | -          | -              | -       | singolo                             |
| 1966 | "The Silencers"                             | -            | -                           | -          | -          | -              | -       | singolo                             |
| 1966 | "Heartaches"                                | -            | -                           | -          | -          | -              | -       | Anatomy of Love                     |
| 1966 | "My Heart Reminds Me"                       | -            | 31                          | -          | -          | -              | -       | The Way of Today!                   |
| 1966 | "It Must Be Him"                            | 3            | 1                           | 2          | 2          | -              | -       | It Must Be Him                      |
| 1966 | "So Nice"                                   | -            | 22                          | -          | -          | -              | -       | singolo                             |
| 1966 | "Until Today"                               | -            | 39                          | -          | -          | -              | -       | singolo                             |
| 1966 | "Now I Know the Feeling"                    | -            | 28                          | -          | -          | -              | -       | singolo                             |
| 1967 | "Sunshine"                                  | -            | -                           | -          | -          | -              | -       | singolo                             |
| 1967 | "There I Go"                                | -            | -                           | 50         | -          | -              | -       | Vikki!                              |
| 1967 | "The Lesson"                                | 34           | 1                           | -          | -          | -              | -       | Vikki!                              |
| 1968 | "She'll Be There"                           | 99           | 13                          | -          | -          | -              | -       | Don't Break My Pretty Balloon       |
| 1968 | "Your Heart Is Free"                        | 91           | 32                          | -          | -          | -              | -       | Don't Break My Pretty Balloon       |
| 1968 | "Don't Break My Pretty Balloon"             | 114          | 7                           | -          | -          | -              | -       | Don't Break My Pretty Balloon       |
| 1968 | "A Dissatisfied Man"                        | -            | 18                          | -          | -          | -              | -       | singolo                             |
| 1969 | "With Pen in Hand"                          | 35           | 6                           | -          | -          | -              | -       | For Once In My Life                 |
| 1969 | "Can't Take My Eyes Off of You"             | -            | -                           | -          | -          | -              | -       | It Must Be Him                      |
| 1969 | "Eternity"                                  | 79           | 5                           | -          | -          | -              | -       | singolo                             |
| 1970 | "Singing My Song"                           | -            | -                           | -          | -          | -              | -       | Nashville By Carr                   |
| 1970 | "Everybody's Talkin'"                       | -            | -                           | -          | -          | -              | -       | Nashville By Carr                   |
| 1970 | "Ain't No Mountain High Enough"             | -            | -                           | -          | -          | -              | -       | Love Story                          |
| 1970 | "For Once in My Life"                       | -            | -                           | -          | -          | -              | -       | For Once in My Life                 |
| 1970 | "I'll Be Home"                              | -            | 7                           | -          | -          | -              | -       | Love Story                          |
| 1971 | "Six Weeks Every Summer"                    | -            | 28                          | -          | -          | -              | -       | Love Story                          |
| 1971 | "I Can't Give Back the Love I Feel For You" | -            | 28                          | -          | -          | -              | -       | Love Story                          |
| 1971 | "Que sea el"                                | -            | -                           | -          | -          | -              | -       | Que sea el                          |
| 1971 | "I'd Do It All Again"                       | -            | 39                          | -          | -          | -              | -       | Superstar                           |
| 1972 | "The Big Hurt"                              | -            | 39                          | -          | -          | -              | -       | singolo                             |
| 1972 | "Grande, Grande, Grande"                    | -            | -                           | -          | -          | -              | -       | En español                          |
| 1972 | "Let the Band Play On"                      | -            | -                           | -          | -          | -              | -       | singolo                             |
| 1973 | "Ms. America"                               | -            | -                           | -          | -          | -              | -       | Ms. America                         |
| 1973 | "Leave a Little Room"                       | -            | -                           | -          | -          | -              | -       | Live at the Greek Theatre           |
| 1974 | "Sleeping Between Two People"               | -            | -                           | -          | -          | -              | -       | One Hell of a Woman                 |
| 1974 | "One Hell of a Woman"                       | -            | -                           | -          | -          | -              | -       | One Hell of a Woman                 |
| 1974 | "Wind Me Up"                                | -            | 45                          | -          | -          | -              | -       | One Hell of a Woman                 |
| 1974 | "It Came Upon a Midnight Clear"             | -            | -                           | -          | -          | -              | -       | singolo                             |
| 1975 | "Hoy"                                       | -            | -                           | -          | -          | -              | -       | Hoy                                 |
| 1975 | "Puttin' Myself in Your Hands"              | -            | -                           | -          | -          | -              | -       | singolo                             |
| 1980 | "Disculpame"                                | -            | -                           | -          | -          | -              | -       | Y el amor                           |
| 1980 | "Abrazame"                                  | -            | -                           | -          | -          | -              | -       | Y el amor                           |
| 1981 | "Total"                                     | -            | -                           | -          | -          | -              | -       | El retrato del amor                 |
| 1982 | "Todo me gusta de ti"                       | -            | -                           | -          | -          | -              | -       | Vikki Carr                          |
| 1983 | "Ya"                                        | -            | -                           | -          | -          | -              | -       | Vikki Carr                          |
| 1983 | "Prefiero amar un extraño"                  | -            | -                           | -          | -          | -              | -       | El retrato del amor                 |
| 1983 | "Eso no"                                    | -            | -                           | -          | -          | -              | -       | El retrato del amor                 |
| 1984 | "Comprendeme"                               | -            | -                           | -          | -          | -              | -       | A todos                             |
| 1985 | "Ni princesa ni esclava"                    | -            | -                           | -          | -          | -              | -       | Simplemente mujer                   |
| 1985 | "Atrapame"                                  | -            | -                           | -          | -          | -              | -       | Simplemente mujer                   |
| 1985 | "Ni me viene ni me va"                      | -            | -                           | -          | -          | -              | -       | Simplemente mujer                   |
| 1985 | "Cantare, cantaras"                         | -            | -                           | -          | -          | -              | -       | Hermanos                            |
| 1986 | "Promesas"                                  | -            | -                           | -          | -          | -              | -       | Promesas                            |
| 1986 | "Yo creo en un mundo de amor"               | -            | -                           | -          | -          | -              | -       | OK Mr. Tango                        |
| 1986 | "Esta noche vendras"                        | -            | -                           | -          | -          | 33             | -       | Esta noche vendras                  |
| 1986 | "Tu Dicha, Tu Calma"                        | -            | -                           | -          | -          | -              | -       | Esta noche vendras                  |
| 1986 | "Asi es la vida"                            | -            | -                           | -          | -          | -              | -       | Esta noche vendras                  |
| 1987 | "Que no que no"                             | -            | -                           | -          | -          | -              | -       | Me enloqueces                       |
| 1987 | "Fallaste corazon"                          | -            | -                           | -          | -          | -              | -       | Me enloqueces                       |
| 1987 | "Me parece perfecto"                        | -            | -                           | -          | -          | -              | -       | Me enloqueces                       |
| 1987 | "Dos corazones"                             | -            | -                           | -          | -          | 10             | -       | Dos corazones                       |
| 1987 | "Juntos los dos"                            | -            | -                           | -          | -          | -              | -       | Dos corazones                       |
| 1988 | "Mala suerte"                               | -            | -                           | -          | -          | 3              | -       | Esos hombres                        |
| 1988 | "Hay otro en tu lugar"                      | -            | -                           | -          | -          | 14             | -       | Esos hombres                        |
| 1988 | "Esos hombres"                              | -            | -                           | -          | -          | 37             | -       | Esos hombres                        |
| 1991 | "Me estoy volviendo loca"                   | -            | -                           | -          | -          | -              | -       | Cosas del amor                      |
| 1991 | "Cosas del amor"                            | -            | -                           | -          | -          | 1              | -       | Cosas del amor                      |
| 1991 | "Con los brazos abiertos"                   | -            | -                           | -          | -          | -              | -       | Cosas del amor                      |
| 1993 | "Dejame"                                    | -            | -                           | -          | -          | 30             | -       | Brindo a la vida, al bolero, a ti   |
| 1993 | "Nadie"                                     | -            | -                           | -          | -          | -              | -       | Brindo a la vida, al bolero, a ti   |
| 1993 | "Una Mujer"                                 | -            | -                           | -          | -          | -              | -       | Brindo a la vida, al bolero, a ti   |
| 1994 | "Amaneci en tus Brazos"                     | -            | -                           | -          | -          | -              | -       | Recuerdo a Javier Solis             |
| 1994 | "Sombras"                                   | -            | -                           | -          | -          | -              | -       | Recuerdo a Javier Solis             |
| 1994 | "En mi viejo San Juan"                      | -            | -                           | -          | -          | -              | -       | Recuerdo a Javier Solis             |
| 1996 | "Emociones"                                 | -            | -                           | -          | -          | -              | -       | Emociones                           |
| 1996 | "Que No Se Rompa La Noche"                  | -            | -                           | -          | -          | -              | -       | Emociones                           |
| 1998 | "Te Reto"                                   | -            | -                           | -          | -          | -              | -       | Con El Mariachi Vargas De Tecalitan |